# Perla cymbele
Perla cymbele är en bäcksländeart som beskrevs av James George Needham 1909. Perla cymbele ingår i släktet Perla och familjen jättebäcksländor. Inga underarter finns listade i Catalogue of Life.